# Park Narodowy Volcán Poás
Park Narodowy Volcán Poás – park narodowy położony w Kostaryce, obejmujący wulkan Poás i okoliczne tereny.
Został założony w 1971 roku. Powierzchnia 5600 ha. 
Zamieszkuje go 79 gatunków ptaków (kolibry, kwezale) oraz m.in. kojoty i skunksy. W jego granicach wyróżnia się cztery główne środowiska życia: obszar krzaków arrayans, lasu chmurowego, karłowatego (najbardziej dorodnego w Kostaryce) oraz tereny bezroślinne. Lasy na atlantyckim stoku wulkanu są wyższe i bardziej wilgotne z palmami, paprociami i epifitami. W roku 1993 park został poszerzony o południowy sektor z innym wulkanem Congo.